# Rhododendron nakaharai
Rhododendron nakaharai är en ljungväxtart som beskrevs av Bunzo Hayata. Rhododendron nakaharai ingår i släktet rododendron, och familjen ljungväxter. Inga underarter finns listade i Catalogue of Life.

## Bildgalleri

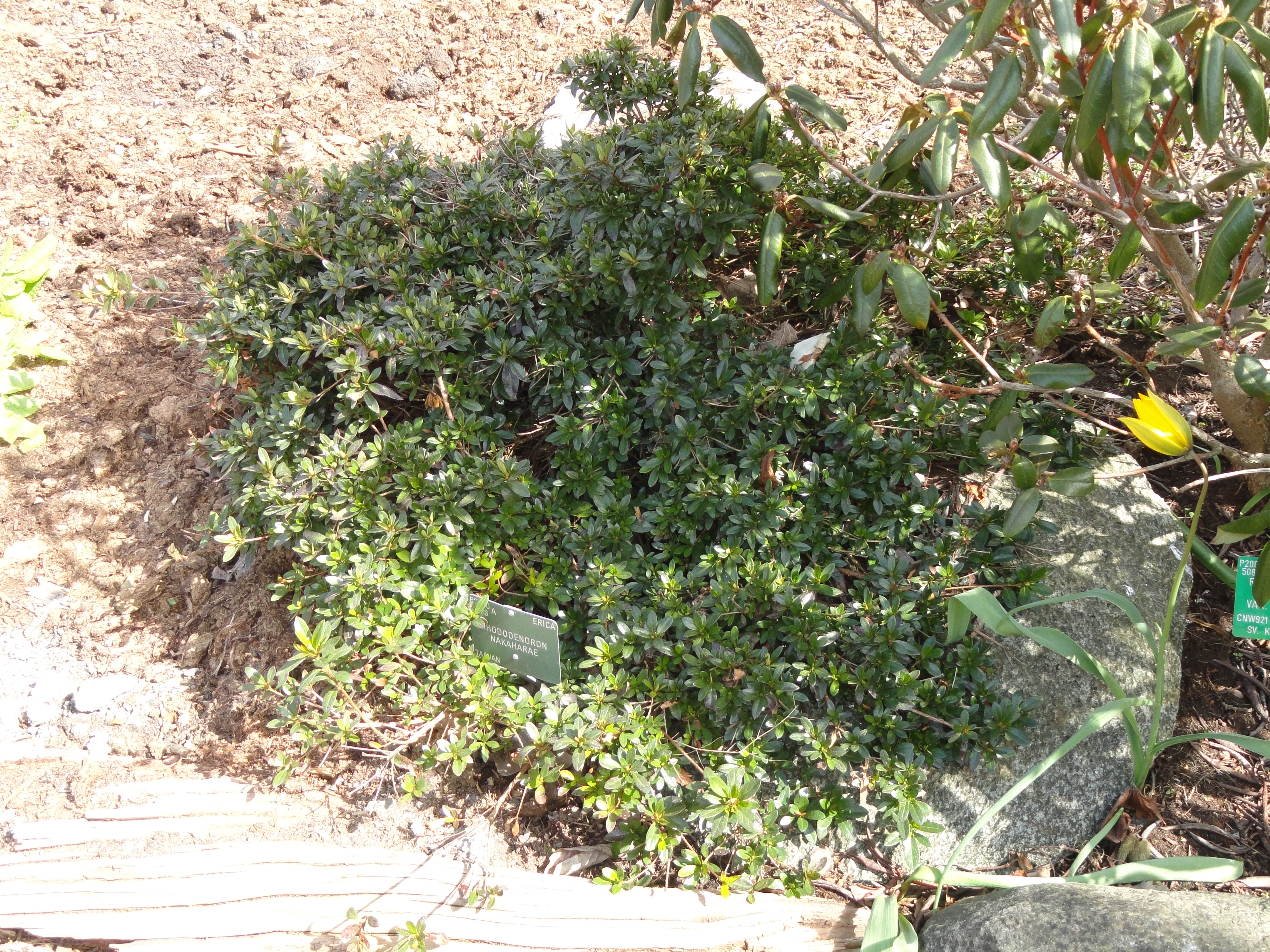
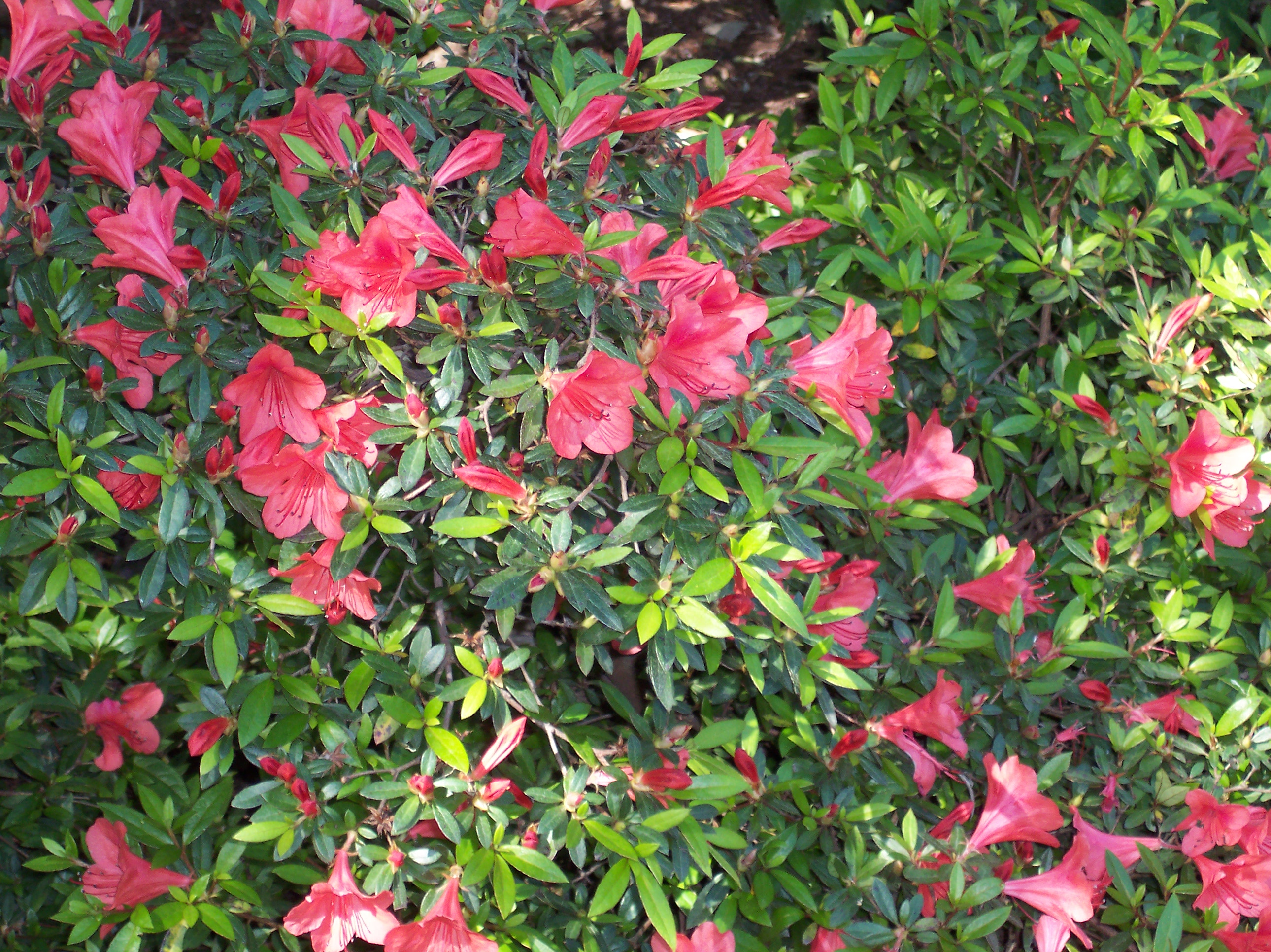